# Бермуды (брюки)

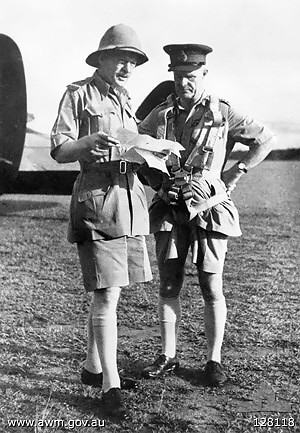
Форменная одежда британских колониальных войск в годы Второй мировой войны

Бермуды — специфический тип шорт, в последнее время используется не только как одежда для отдыха, но и как повседневный элемент.

## История
В Британских колониальных войсках и Королевском флоте для ношения в тропических и экваториальных климатах были введены короткие брюки выше колена. Это послужило началом их массовой популярности в начале двадцатого века на Бермудских островах, где до сих пор они считаются деловой одеждой для мужчин.

## Фасон
Шьются из костюмной ткани и носятся с гольфами, костюмной рубашкой, иногда спортивной курткой. Как правило, изготавливаются в пастельных оттенках, но также бывают и более тёмные тона. Кант может быть завёрнут или подвёрнут приблизительно на один дюйм.